# تشيباتشيت (رود آيلاند)
تشيباتشيت (بالإنجليزية: Chepachet, Rhode Island)‏ هي أماكن مخصصة للتعداد تقع في الولايات المتحدة في رود آيلاند.